# اقتصاد كوسوفو
اقتصاد جمهورية كوسوفو[a] هو اقتصاد انتقالي. وكانت كوسوفو المقاطعة الأكثر فقراً في جمهورية يوغوسلافيا الاشتراكية الاتحادية السابقة مع اقتصاد حديث لم يتحقق إلا بعد سلسلة من إعانات التنمية الاتحادية في العقد 1960 والعقد 1970. وخلال إلغاء العقد 1990 للمؤسسات المستقلة المقاطعة تليها السياسات الاقتصادية السيئة والعقوبات الدولية وقلة فرص الحصول على التجارة الخارجية والمالية، والصراع العرقي كل ذلك سبب أضراراً بالغة للاقتصاد الذي كان ضعيفاً أصلاً. ومنذ إعلان الاستقلال عام 2008 نما اقتصاد كوسوفو في كل عام، مع آثار منخفضة نسبياً من الأزمة المالية 2007-2008، في حين أن هناك العديد من نقاط الضعف لقدرته في المستقبل، وكثير منها متعلقة بمكانتها المتنازع عليها دولياً، وهناك أيضا نقاط قوة محتملة، بما في ذلك المستوى المنخفض جداً من الدين الحكومي والالتزامات المستقبلية وقوة نظامها المصرفي (على الرغم من العقبات المتبقية لاستخدام هذا للحصول على قروض إنتاجية). كوسوفو لا تزال واحدة من أفقر المناطق في أوروبا، مع ما يصل إلى 45٪ من السكان الذين يعيشون تحت خط الفقر الرسمي، و 17٪ في حالة سيئة للغاية وفقاً لالبنك الدولي.